# 호르헤 사발레타
호르헤 안토니오 사발레타 브리세뇨(스페인어: Jorge Antonio Zabaleta Briceño, 1970년 4월 18일 ~ )는 칠레의 배우이다.